# Patín Carrera en los Juegos Suramericanos de 2014: 10000m Eliminación por puntos masculino
La prueba de 10000m eliminación por puntos masculino de Patín Carrera en Santiago 2014 se llevó a cabo en el Patinódromo del Estadio Nacional el día 9 de marzo. Participaron 6 patinadores.

## Resultados[1]
| #                 | País      | Patinador            | Resultados     |
| ----------------- | --------- | -------------------- | -------------- |
| Medalla de oro    | Ecuador   | Jorge Bolaños        | 22             |
| Medalla de plata  | Colombia  | Alex Cujavante       | 18             |
| Medalla de bronce | Chile     | Jorge Reyes          | 11 (15:39.489) |
| 4                 | Venezuela | José Alejandro Uribe | 11             |
| 5                 | Argentina | Ezequiel Capellano   | 10             |
| 6                 | Panamá    | Gabriel Cisneros     | NT             |

NT: No termina